# Тулик Михайло
Михайло Тулик (нар.  1900, смт. Великий Бичків, Рахівський район, Закарпатська область — пом. ?) — український політичний діяч Карпатської України, посол Сойму Карпатської України.

## Життєпис

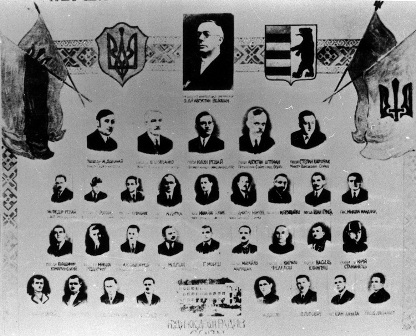
Посли Сойму Карпатської України.
По центру: Президент Карпатської України о. Августин Волошин; Перший ряд зліва направо: Микола Долинай, Юлій Бращайко, Юліян Ревай, Августин Штефан, Степан Клочурак; Другий ряд: Федір Ревай, Степан Росоха, Леонід Романюк, Августин Дутка, Михайло Тулик, Дмитро Німчук, Михайло Бращайко, Іван Грига, Микола Мандзюк; Третій ряд: Володимир Комаринський, Микола Різдорфер, Антон Ернест Олдофреді, Мілош Дрбал, Григорій Мойш, Михайло Марущак, Кирило Феделеш, Василь Климпуш, о. Юрій Станинець; Четвертий ряд: Василь Щобей, Іван Ігнатко, Юрій Пазуханич, Іван Перевузник, Адальберт Довбак, Петро Попович, Іван Качала, Василь Лацанич

Народився у селищі Великий Бичків (тепер Рахівський район Закарпатської області)
Працював редактором в Ужгороді. Протягом 4-8 листопада 1938 року взяв активну участь у евакуації урядового майна з Ужгороду до Хусту.
Від 23 січня 1938 у складі Українського Національного об'єднання, заступник голови партії Федора Ревая. У виборчій кампанії займався агітацією серед православного населення. За результатами виборів 12 лютого 1939 обраний до Сойму.
14 березня 1939 під час нападу чеських військ на Карпатську Січ у Хусті виконував роль переговірника між урядом Карпатської України, чехами та січовиками.
Був у складі 22 послів на засіданні Сойму Карпатської України 15 березня 1939 року, під час якого проголошено незалежність Карпатської України. Входив до складу двох комісій: «культурно-освітньої» та «імунітетної».
Після окупації Карпатської України угорськими військами Михайло Тулик утік через Румунію, Австрію до Словаччини. Оселився в с. Русовці, тепер частина Братислави, де його арештували й засудили за «український буржуазний націоналізм». Протокол допиту виявлено в архівно-слідчій кримінальній справі репресованого греко-католицького священика Миколи Вікторовича Желтвая. Але дальші сліди життя й діяльності Тулика втрачено.